# Ni Por Favor Ni Ostias
 (août 2018).
Ni Por Favor Ni Ostias (NPFNO) est un groupe de punk rock espagnol, originaire de Borriana, Castellón. Le groupe est actif pendant une première période entre 1992 et 2002, puis une deuxième, entre 2006 et 2011.

## Biographie
Ni Por Favor Ni Ostias (aussi abrégé NPFNO) est formé à Borriana (province de Castellón) en 1992 avec Jorge au chant et à la guitare ; Josep à la basse et David à la batterie. En novembre 1995, ils enregistrent leur première démo en format cassette, intitulée Marijuana. Avec ce premier morceau, des concerts commencent dans toute l’Espagne.
Quelques mois plus tard, Cuco incarne le groupe au rang des percussions et donne une touche distinctive aux morceaux du groupe. Trois ans après la sortie de la démo, le groupe enregistre en 1998 un deuxième album avec le label Discos Suicidas, Ni pa kaldo..., en formats CD/cassette, composé de 14 morceaux. L'album est très bien accepté par le public.
À la fin de l’année 2001, ils sortent, avec le label Discos Suicidas, leur troisième album, El Demonio ke llevamos dentro. Il se caractérise par un son plus agressif que son prédécesseur. Le nombre total de morceaux de cet album est de 17 (il comprend un morceau inédit en bonus). L'album devient la consécration du groupe dans la scène punk rock nationale. 
Après quelques années de pause, le groupe revient sur scène en 2006 et enregistre son quatrième album en octobre la même année : l'album live intitulé Direkto a la parrilla. L'album est enregistré en direct dans la sala de rock Salatal, située à Vila-real, à Castellón. Beaucoup de chansons appartiennent à leurs deux albums précédents ; et d'autres à la première démo. Ils interprètent également la chanson Ellos dicen mierda, un morceau repris par le groupe en hommage à La Polla Records. Deux ans après l'enregistrement de l'album live, Ni Por Favor Ni Ostias retourne aux studios en 2008 pour enregistrer 13, un album beaucoup plus mature et travaillé que les précédents, mais sans oublier la critique sociale les a toujours caractérisés. Il est publié en mai 2008 sur le label Holy Grail Records.
En 2010, deux ans plus tard, NPFNO lance son sixième album, Bastardos unidos, faisant clairement référence et critiquant les États-Unis. Pour l'album, le groupe mêle certains styles comme le ska et le reggae avec ses caractéristiques punk rock. Peu de temps après la sortie de l'album, Cuco (percussions) revient dans le groupe. Les albums 13 et Bastardos unidos sont enregistrés sans la présence de Cuco. Finalement, le groupe se sépare en 2011.

## Discographie
- 1995 : Marijuana (démo ; Inspector Kalleja Records)
- 1998 : Ni pa kaldo... (Discos Suicidas)
- 2001 : El Demonio ke llevamos dentro (Discos Suicidas)
- 2006 : Direkto a la parrilla (GOR Discos)
- 2008 : 13 (Santo Grial Records)
- 2010 : Bastardos unidos (Producciones Salata)